# Яблуновка (Стерлітамацький район)
Я́блуновка (рос. Яблуновка, башк. Яблуновка) — присілок у складі Стерлітамацького району Башкортостану, Росія. Входить до складу Максимовської сільської ради.
До 10 вересня 2010 року присілок називався селище База Яблуновська.
Населення — 6 осіб (2010; 65 в 2002).
Національний склад:
- татари — 49%
- башкири — 34%